# Francesco Gabriele Frola
Francesco Gabriele Frola (Aosta, 23 luglio 1992) è un ballerino italiano, ballerino principale dell'English National Ballet dal 2018 al 2025 e del San Francisco Ballet dal 2025.

## Biografia
Nato ad Aosta, Francesco Gabriele Frola ha cominciato a studiare balletto all'età di tre anni alla scuola di danza dei genitori a Parma; è il fratello maggiore di Alessandro Frola, primo ballerino del balletto di Amburgo. Nel 2008 è stato semifinalista al Prix de Lausanne, aggiudicandosi una borsa di studio per la scuola del balletto di Amburgo; invece, Frola ha scelto di perfezionarsi con il Fomentio Artistico Cordobés in Messico.
Nel 2010 ha partecipato nuovamente al Prix de Lausanne, grazie al quale ha ottenuto un posto del corps de ballet del National Ballet of Canada nel 2011. Dopo aver danzato ruoli da solista in Giselle e Nijinksy, nel 2015 è stato promosso al rango di primo solista dopo aver danzato il ruolo del principe Florimund ne La bella addormentata con Svetlana Lunkina, mentre nel 2018 è stato promosso a primo ballerino. Il suo repertorio all'interno della compagnia comprendeva molti dei maggiori ruoli maschili, tra cui Albrecht in Giselle, Lescaut in Manon, Lensky in Onegin, Florizel in The Winter's Tale, James ne La Sylphide, Mercuzio in Romeo e Giulietta e l'eponimo protagonista ne Lo schiaccianoci.
Nel 2018 si è unito all'English National Ballet (ENB) in veste di ballerino principale e per i due anni successivi ha continuato a danzare sia nella compagnia britannica che in quella canadese. Dal 2020 è stato promosso al rango di primo ballerino dall'ENB e nello stesso anno ha lasciato il National Ballet of Canada. Insieme alla compagnia londinese, Frola ha danzato molti dei ruoli già ricoperti in Canada, ampliando il proprio repertorio con ruoli primari quali Des Grieux in Manon, Siegfried ne Il lago dei cigni, il Principe in Cenerentola, Albrecht in Giselle e Conrad e Birbanto ne Le Corsaire.
Al termine della stagione 2024/2025 ha lasciato l'ENB per unirsi al San Francisco Ballet in veste di primo ballerino.